# Miroslav Kovanič
Miroslav Kovanič (* 29. srpna 1960) je bývalý slovenský fotbalista, záložník. Po skončení aktivní kariéry působí jako trenér v nižších soutěžích.

## Fotbalová kariéra
V československé lize hrál za ZVL Žilina. V československé lize nastoupil v 68 utkáních a dal 1 gól.

## Ligová bilance
| Ročník                                   | Zápasy | Góly | Klub       |
| ---------------------------------------- | ------ | ---- | ---------- |
| 1. československá fotbalová liga 1984/85 | 19     | 0    | ZVL Žilina |
| 1. československá fotbalová liga 1985/86 | 25     | 0    | ZVL Žilina |
| 1. československá fotbalová liga 1986/87 | 17     | 0    | ZVL Žilina |
| 1. československá fotbalová liga 1987/88 | 7      | 1    | ZVL Žilina |
| CELKEM                                   | 68     | 1    |            |